# سيتي أوف كوميرسي (كاليفورنيا)
سيتي أوف كوميرسي (بالإنجليزية: City of Commerce)‏ هي إحدى مدن مقاطعة لوس أنجليس، كاليفورنيا. تم إعطاءها لقب مدينة في 28 يناير، 1960.

## التركيبة السكانية
حدّد مكتب تعداد الولايات المتحدة بيانات التركيبة السكانية لسيتي أوف كوميرسي في تعداد الولايات المتحدة. في ما يلي، التركيبة السكانية حسب تعدادي 2000 و2010.

### تعداد عام 2000
بلغ عدد سكان سيتي أوف كوميرسي 12,568 نسمة بحسب تعداد عام 2000، وبلغ عدد الأسر 3,284 أسرة وعدد العائلات 2,685 عائلة مقيمة في المدينة. في حين سجلت الكثافة السكانية 741.9 نسمة لكل كيلومتر مربع (1,921.5/ميل2). وبلغ عدد الوحدات السكنية 3,377 وحدة بمتوسط كثافة قدره 199.4 لكل كيلومتر مربع (516.4/ميل2).
وتوزع التركيب العرقي للمدينة بنسبة 44.76% من البيض و0.78% من الأمريكيين الأفارقة و1.58% من الأمريكيين الأصليين و1.08% من الأمريكيين ذوي الأصول الآسيوية و0.08% من سكان جزر المحيط الهادئ و46.94% من الأعراق الأخرى و4.77% من عرقين مختلطين أو أكثر و93.61% من الهسبانيون أو اللاتينيون من أي عرق.
بلغ عدد الأسر 3,284 أسرة كانت نسبة 55.5% منها لديها أطفال تحت سن الثامنة عشر تعيش معهم، وبلغت نسبة الأزواج القاطنين مع بعضهم البعض 54.3% من أصل المجموع الكلي للأسر، ونسبة 19.9% من الأسر كان لديها معيلات من الإناث دون وجود شريك، بينما كانت نسبة 7.5% من الأسر لديها معيلون من الذكور دون وجود شريكة وكانت نسبة 18.2% من غير العائلات. تألفت نسبة 15.5% من أصل جميع الأسر من عدة أفراد يعيشون في نفس المنزل ونسبة 9.2% كانت تتألف من شخص يعيش بمفرده يبلغ من العمر 65 عاماً أو أكثر. وبلغ متوسط حجم الأسرة المعيشية 3.80، أما متوسط حجم العائلات فبلغ 4.17.
بلغ العمر الوسطي للسكان 28.2 عاماً. وكانت نسبة 33.2% من القاطنين تحت سن الثامنة عشر، وكانت نسبة 11% بين الثامنة عشر والرابعة والعشرين عاماً، ونسبة 28.8% كانت واقعةً في الفئة العمرية ما بين الخامسة والعشرين والرابعة والأربعين عاماً، ونسبة 16% كانت ما بين الخامسة والأربعين والرابعة والستين، ونسبة 10.2% كانت ضمن فئة الخامسة والستين عاماً فما فوق. يوجد لكل 100 أنثى 96.1 ذكر، ويوجد لكل 100 أنثى في الثامنة عشر من عمرها فما فوق 93.3 ذكر.
بلغ متوسط دخل الأسرة في المدينة 34,040 دولارًا، أما متوسط دخل العائلة فبلغ 36,572 دولارًا. وكان متوسط دخل الذكور 27,738 دولارًا مقابل 22,857 دولارًا للإناث. وسجل دخل الفرد الخاص بالمدينة 11,117 دولارًا. وكانت نسبة 15.4% من العائلات ونسبة 17.9% من السكان تحت خط الفقر، وكان من هؤلاء نسبة 22.3% تحت سن الثامنة عشر ونسبة 9.9% في الخامسة والستين من العمر وما فوق.

### تعداد عام 2010
بلغ عدد سكان سيتي أوف كوميرسي 12,823 نسمة بحسب تعداد عام 2010، وبلغ عدد الأسر 3,382 أسرة وعدد العائلات 2,709 عائلة مقيمة في المدينة. في حين سجلت الكثافة السكانية 757 نسمة لكل كيلومتر مربع (1,960.6/ميل2). وبلغ عدد الوحدات السكنية 3,470 وحدة بمتوسط كثافة قدره 204.8 لكل كيلومتر مربع (530.4/ميل2).
وتوزع التركيب العرقي للمدينة بنسبة 54.04% من البيض و0.75% من الأمريكيين الأفارقة و1.26% من الأمريكيين الأصليين و1.09% من الأمريكيين ذوي الأصول الآسيوية و0.07% من سكان جزر المحيط الهادئ و38.10% من الأعراق الأخرى و4.69% من عرقين مختلطين أو أكثر و94.47% من الهسبانيون أو اللاتينيون من أي عرق.
بلغ عدد الأسر 3,382 أسرة كانت نسبة 51.8% منها لديها أطفال تحت سن الثامنة عشر تعيش معهم، وبلغت نسبة الأزواج القاطنين مع بعضهم البعض 50.1% من أصل المجموع الكلي للأسر، ونسبة 20.9% من الأسر كان لديها معيلات من الإناث دون وجود شريك، بينما كانت نسبة 9.1% من الأسر لديها معيلون من الذكور دون وجود شريكة وكانت نسبة 19.9% من غير العائلات. تألفت نسبة 16.5% من أصل جميع الأسر من عدة أفراد يعيشون في نفس المنزل ونسبة 9.6% كانت تتألف من شخص يعيش بمفرده يبلغ من العمر 65 عاماً أو أكثر. وبلغ متوسط حجم الأسرة المعيشية 3.77، أما متوسط حجم العائلات فبلغ 4.17.
بلغ العمر الوسطي للسكان 31.2 عاماً. وكانت نسبة 29.8% من القاطنين تحت سن الثامنة عشر، وكانت نسبة 11.4% بين الثامنة عشر والرابعة والعشرين عاماً، ونسبة 27.9% كانت واقعةً في الفئة العمرية ما بين الخامسة والعشرين والرابعة والأربعين عاماً، ونسبة 20.2% كانت ما بين الخامسة والأربعين والرابعة والستين، ونسبة 10.7% كانت ضمن فئة الخامسة والستين عاماً فما فوق. وتوزع التركيب الجنسي للسكان بنسبة 49.1% ذكور و50.9% إناث.

## أعلام
- ريكاردو لارا
- أوسكار مولينا
- خافيير مولينا
- كارلوس مولينا